# Виґода (Познанський повіт)
Виґода (пол. Wygoda, нім. Vorwerk Freudenau) — село в Польщі, у гміні Бук Познанського повіту Великопольського воєводства.
У 1975-1998 роках село належало до Познанського воєводства.